# Theresienstein (Hof)
Der Stadtteil Theresienstein der kreisfreien Stadt Hof in Bayern liegt am namengebenden Stadtpark Theresienstein.

## Lage
Theresienstein liegt an der Grenze der Stadtteile Mitte und Nord.

## Geschichte
Ein Großteil von Theresienstein besteht aus dem namengebenden Park Theresienstein. Dieser wurde in den 1990er Jahren zusammen mit den Saaleauen für die Landesgartenschau verwendet und wurde zum schönsten Park 2003 gewählt.

## Sehenswürdigkeiten und Öffentliche Einrichtungen
Die bekannteste Sehenswürdigkeit im Bürgerpark Theresienstein ist das Wirtschaftsgebäude. Darin befinden sich ein Restaurant sowie eine Kunstgalerie. In den warmen Monaten wird vor dem Gebäude ein Biergarten eingerichtet. Gegenüber dem Wirtschaftsgebäude gibt es einen Pavillon, der im Sommer auch für Konzerte der Symphoniker genutzt wird. Daneben finden auch Festivals wie der Umwelttag oder Rock im Park statt. Am Theresienstein sind des Weiteren viele öffentliche Gärten zu finden, so zum Beispiel der Botanische Garten, der Geologische Garten und der einzige Zoologische Garten Oberfrankens. Letzterer ist einer der artenreichsten Zoos in Nordbayern. Nördlich des Bürgerpark Theresienstein befindet sich dann der Städtische Friedhof von Hof. 

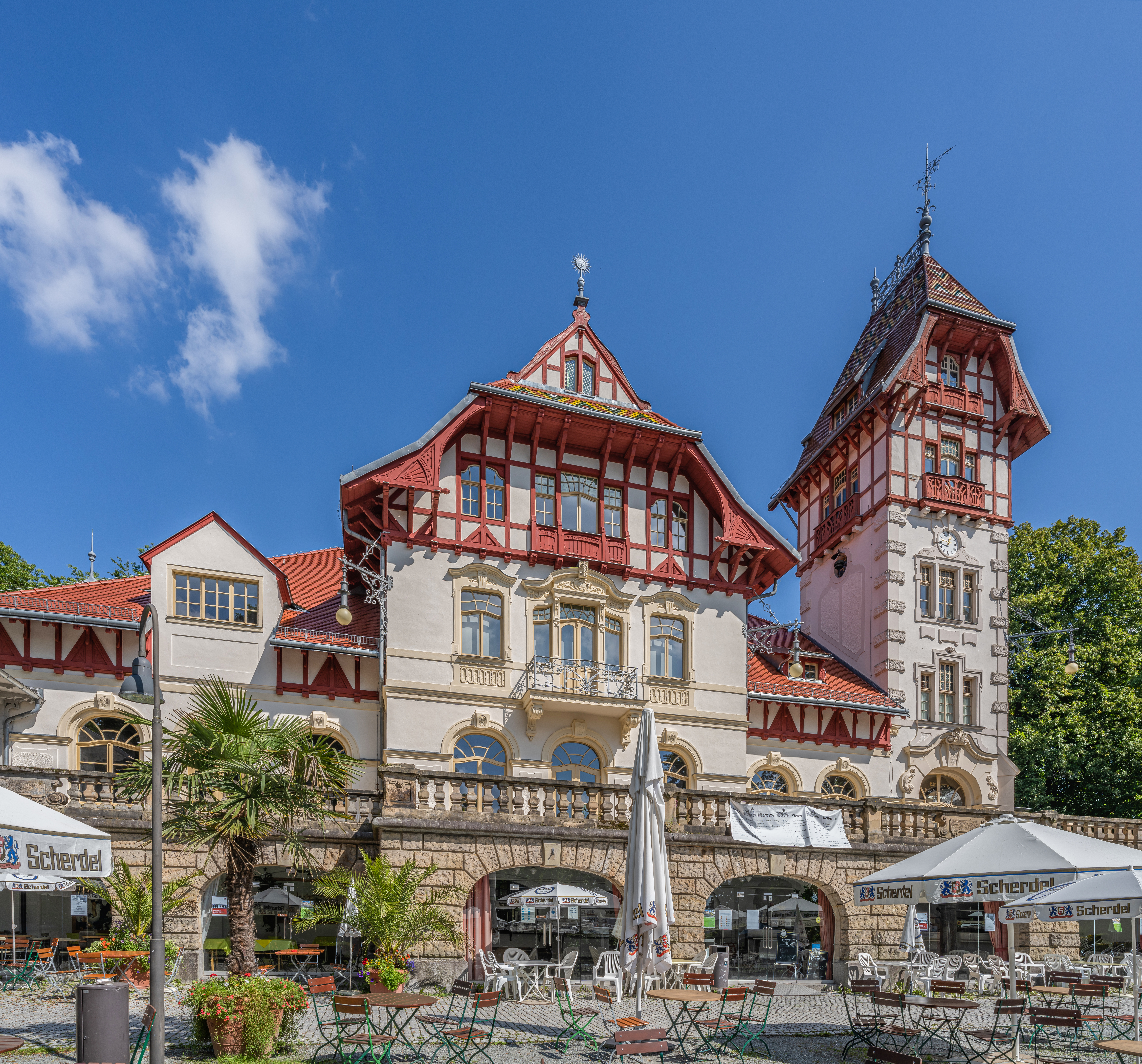
Haus Theresienstein mit Biergarten
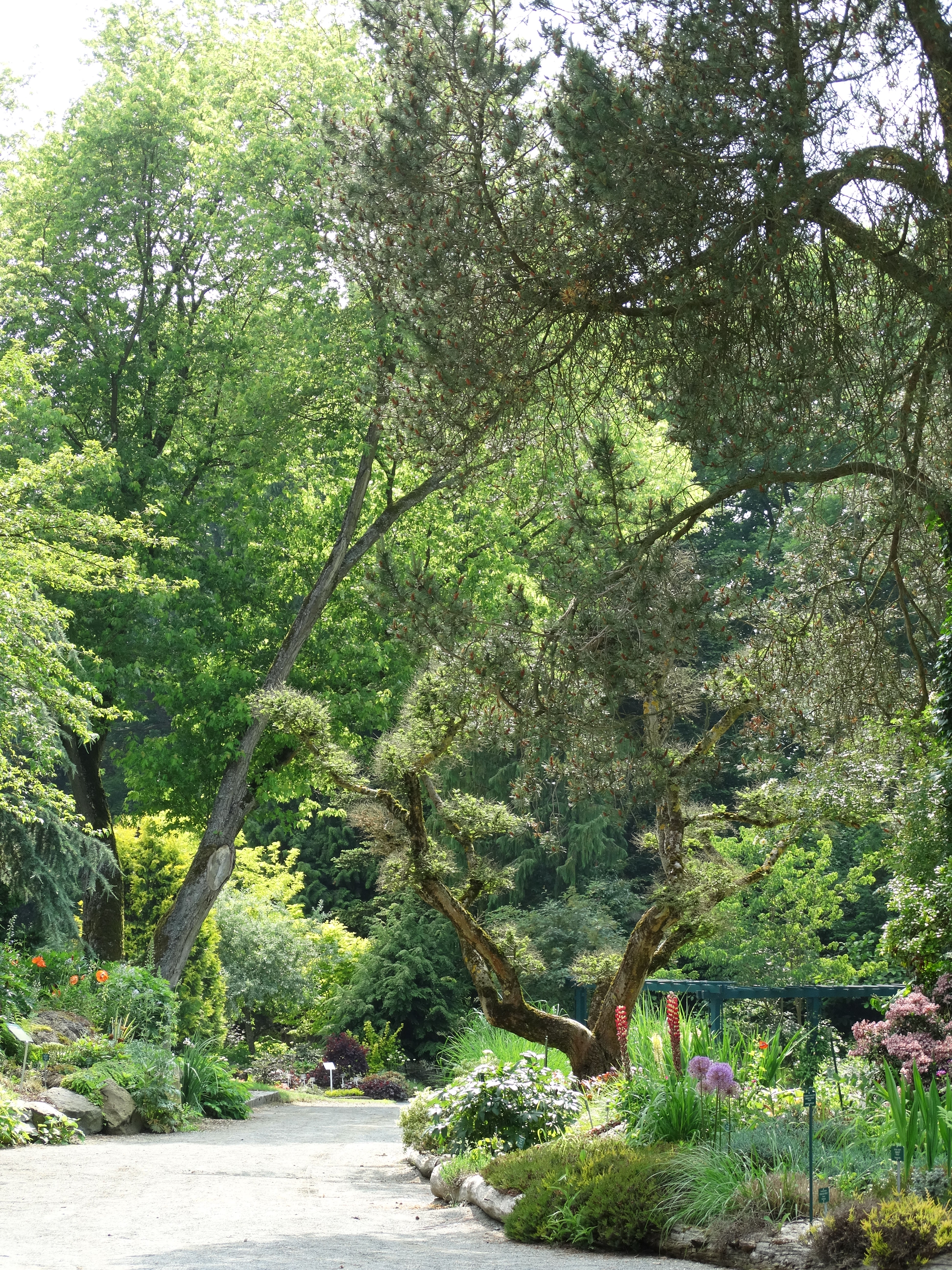
Botanischer Garten
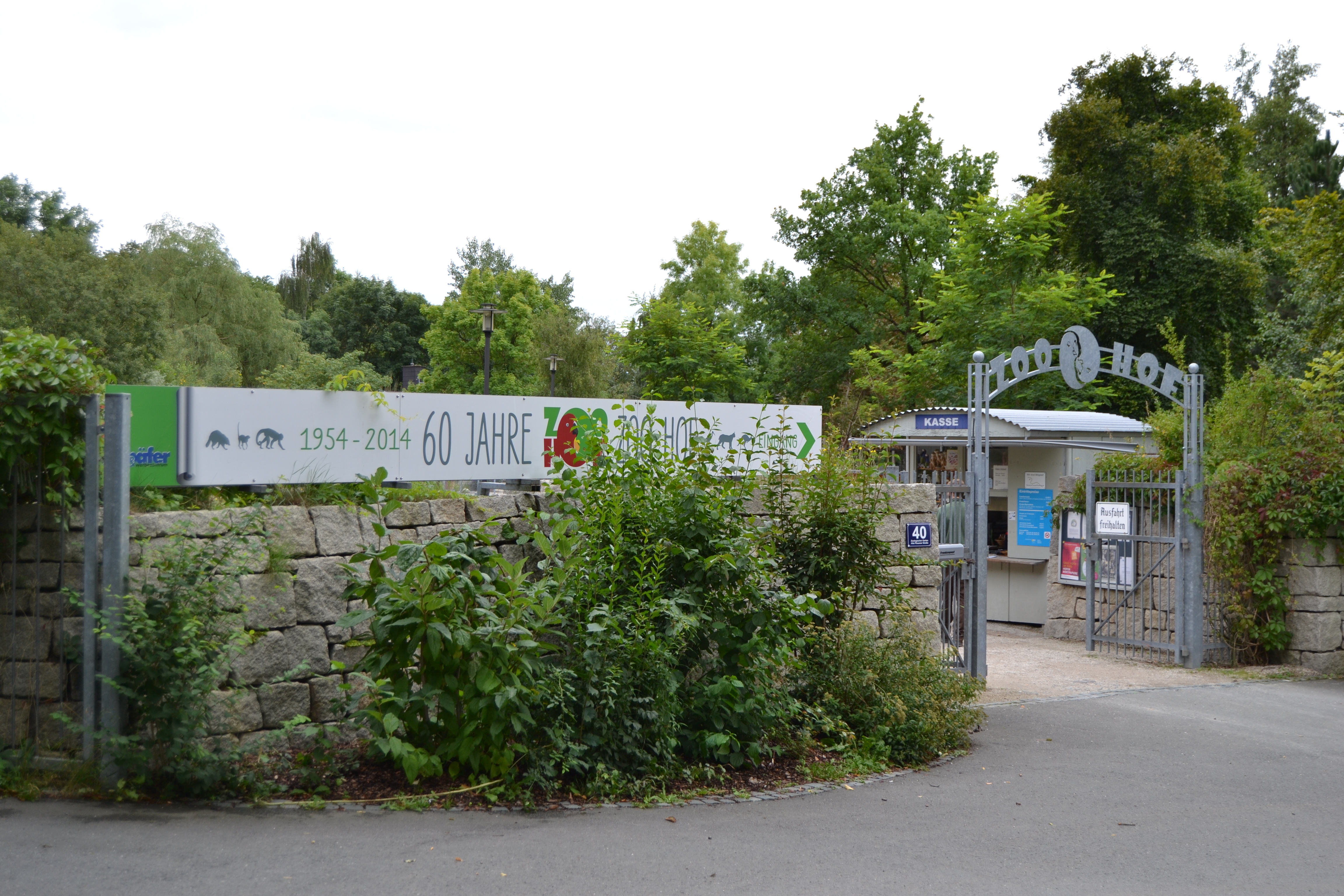
Zoologischer Garten
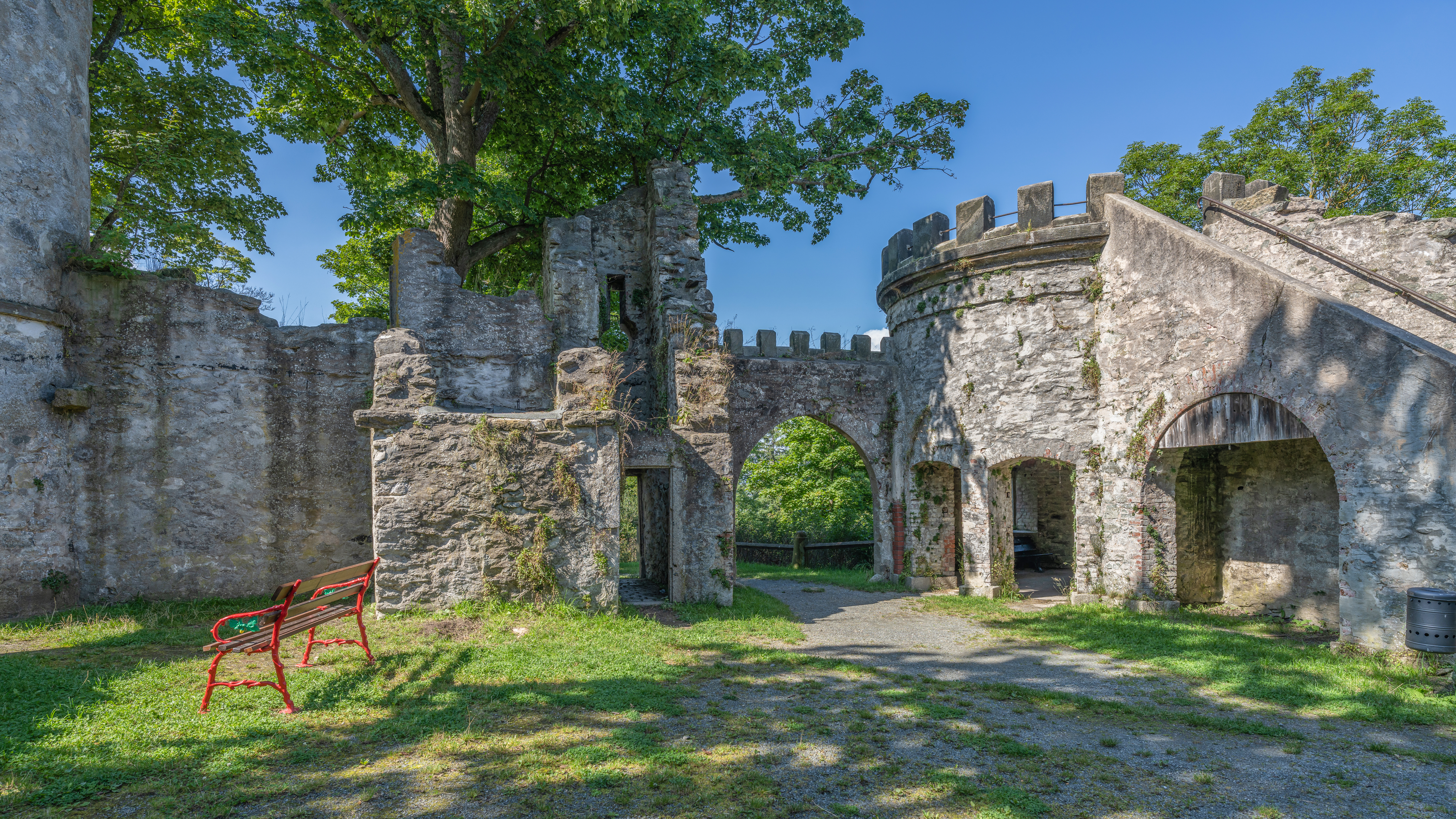
Labyrinthberg
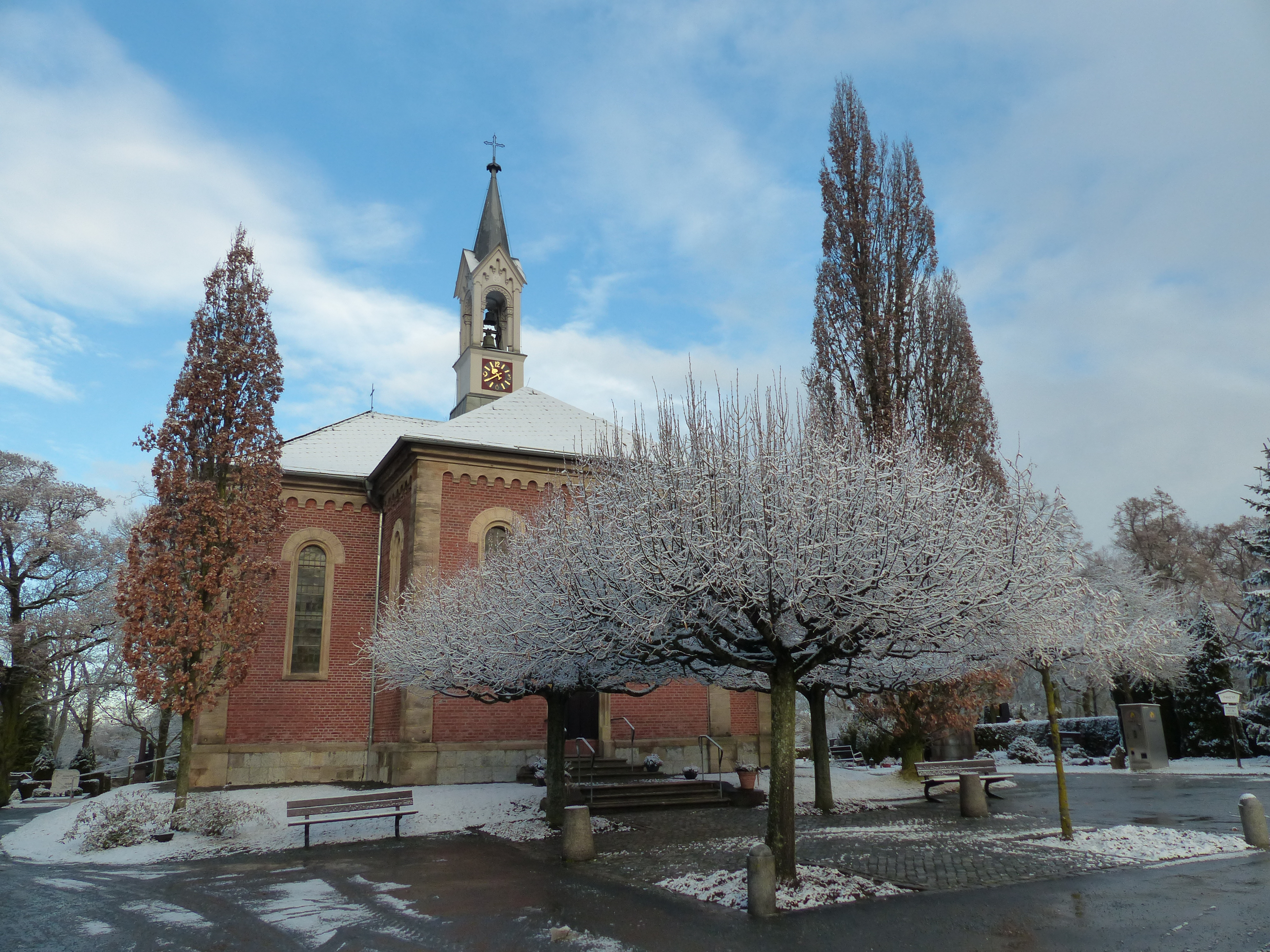
Friedhofskapelle auf dem Städtischen Friedhof